# Кинни, Тейлор
Тейлор Кинни (англ. Taylor Kinney; род. 15 июля 1981, Ланкастер) — американский актёр и модель. Наиболее известен по роли лейтенанта Келли Северайда в сериале «Пожарные Чикаго».

## Биография
Тейлор Кинни родился 15 июля 1981 года в городе Ланкастер, штат Пенсильвания. Тейлор вырос в Нэффсвилле вместе с тремя братьями: Адамом, Райаном (умер в 2008 году) и Трентом. Они воспитывались матерью-одиночкой швейцарско-немецкого происхождения Памелой Хейслер Кинни, которая работала стоматологом. Их отец имеет ирландские корни.
В 2000 году Тейлор окончил среднюю школу Ланкастер Меннонит, а позже — университет Западной Вирджинии.
Дебютировал на телевидении в 2006 году в сериале «Дом моды». Появлялся на страницах журналов «OK!», «Glamour», «Cosmopolitan», «Vogue». В 2011 году снялся в клипе Леди Гаги «Yoü and I».
С 2012 года играет лейтенанта Келли Северайда в сериале «Пожарные Чикаго», а также периодически появляется в спин-оффах «Полиция Чикаго», «Медики Чикаго» и «Правосудие Чикаго».
В 2016 году получил премию «People’s Choice Awards» в категории «Любимый драматический актёр телевидения», в 2015 и 2017 годах был номинирован на неё.

## Личная жизнь
С июля 2011 года Тейлор встречался с певицей Леди Гага. 14 февраля 2015 года, в День святого Валентина, актёр сделал своей возлюбленной официальное предложение руки и сердца, на которое певица ответила положительно. 20 июля 2016 года Тейлор и Леди Гага расстались.
В 2022 году Кинни начал встречаться с моделью Эшли Крюгер. 30 апреля 2024 года Кинни и Крюгер поженились на частной церемонии в Чикаго.
Тейлор любит заниматься серфингом и кататься на мотоцикле.

## Фильмография
| Год          |     | Русское название                         | Оригинальное название            | Роль                     |
| ------------ | --- | ---------------------------------------- | -------------------------------- | ------------------------ |
| 2006         | с   | Дом моды                                 | Fashion House                    | Люк Джианни              |
| 2007         | ф   | Ледяной адреналин                        | White Air                        | Фрэнк                    |
| 2007         | с   | Что насчет Брайана                       | What About Brian                 | Джаред                   |
| 2007         | ф   | Восставшие из пепла                      | Furnace                          | Билл Джеймисон           |
| 2008         | с   | Кости                                    | Bones                            | Джимми Филдс             |
| 2009—2010    | с   | Травма                                   | Trauma                           | Гленн Моррисон           |
| 2010         | ф   | Присевшие на прозак под знаком скорпиона | Scorpio Men on Prozac            | любовник Мэй             |
| 2010—2011    | с   | Дневники вампира                         | The Vampire Diaries              | Мэйсон Локвуд            |
| 2011         | кор | Мир Мэнна                                | A Mann's World                   | Фрэнс                    |
| 2011         | с   | C.S.I.: Место преступления Нью-Йорк      | CSI: NY                          | Джейсон Лок              |
| 2011         | с   | Риццоли и Айлс                           | Rizzoli & Isles                  | Джесси Уэйд              |
| 2011         | кор | Транжира                                 | Prodigal                         | Брэд Серчи               |
| 2011         | тф  | Пять                                     | Five                             | Томми                    |
| 2012         | с   | Правила свиданий из будущего             | Dating Rules from My Future Self | Дэйв                     |
| 2012         | с   | Бесстыдники                              | Shameless                        | Крейг Хейснер            |
| 2012         | с   | Касл                                     | Castle                           | Даррен Томас             |
| 2012         | с   | Короли побега                            | Breakout Kings                   | Перри                    |
| 2012         | ф   | Не святой                                | Least Among Saints               | Джесси                   |
| 2012         | ф   | Цель номер один                          | Zero Dark Thirty                 | Джаред                   |
| 2012 — н. в. | с   | Пожарные Чикаго                          | Chicago Fire                     | лейтенант Келли Северайд |
| 2014         | ф   | Другая женщина                           | The Other Woman                  | Фил                      |
| 2014—2020    | с   | Полиция Чикаго                           | Chicago P.D.                     | лейтенант Келли Северайд |
| 2015         | ф   | Потребляемые                             | Consumed                         | Эдди                     |
| 2015         | ф   | Рок на Востоке                           | Rock the Kasbah                  | рядовой Барнс            |
| 2015         | ф   | Пища                                     | Food                             | Эдди                     |
| 2015—2022    | с   | Медики Чикаго                            | Chicago Med                      | лейтенант Келли Северайд |
| 2016         | ф   | Лес призраков                            | The Forest                       | Эйден                    |
| 2017         | с   | Правосудие Чикаго                        | Chicago Justice                  | лейтенант Келли Северайд |
| 2018         | ф   | Лучший день моей жизни                   | Here and Now                     | Джордан                  |